# Нагаура
Нагаура (Nagaura) — рятувальний буксир Імперського флоту Японії, який під час Другої світової війни взяв участь у операціях японських збройних сил в архіпелазі Бісмарка та на Соломонових островах.
Нагаура спорудили в 1940 році на верфі Harima Shipbuilding and Engineering в Айой. Призначений для використання у ВМФ, корабель був озброєний двома 13,2-мм зенітними кулеметами Type 93 та міг приймати 6 глибинних бомб. У 1941-му кулемети замінили на 25-мм зенітні гармати Type 96.
Восени корабель опинився в архіпелазі Бісмарка, звідки японські сили провадили операції на Соломонових островах та сході Нової Гвінеї. Одним із його завдань тут став візит до Кавієнгу (розташованої на острові Нова Ірландія другої за значенням бази в архіпелазі), куди він прибув 13 жовтня 1942-го для надання допомоги судну Тенрю-Мару, торпедованому підводним човном. До 5 листопада Нагаура був пришвартований побіч з пошкодженим транспортом для відкачування води та проведення ремонтних робіт.
Під час тієї ж атаки в Кавієнзі був пошкоджений та сів на ґрунт танкер Тонан-Мару № 2. Після аварійного ремонту його вдалося 6—11 грудня 1942-го перебазувати в Трук на буксирі судна Сува-Мару, а 16 грудня танкер повели далі до Японії. Існують дані, що в якійсь із цих операцій з однієї сторони пошкодженого танкера прямував Нагаура.
15 та 21 грудня 1942-го Нагаура переміщував пошкоджений гідроавіаносець "Саньо-Мару" між різними пунктами якірної стоянки Шортленд — прикритої островами Шортленд акваторії біля південного узбережжя острова Бугенвіль (Соломонові острови). 27 грудня Нагаура повело "Санйо-Мару" далі на схід до бази гідролітаків у Реката-Бей на північному узбережжі острова Санта-Ісабель, при цьому до нього було пришвартоване судно Тоа-Мару, яке провадило забезпечення енергією (в перших числах січня 1943-го внаслідок численних нальотів на Реката-Бей "Саньо-Мару" зазнає нових пошкоджень і його відбуксирують на Трук).
30 грудня 1943-го Нагаура вийшло з Кавієнгу на Трук, маючи на буксирі пошкоджений переобладнаний легкий крейсер "Кійосумі-Мару". 1 січня 1944-го підводний човен USS Balao вразив Кійосумі-Мару трьома торпедами, після чого з Труку прибув важкий крейсер Нака та перебрав на себе буксирування. У підсумку Кійосумі-Мару вдалось довести до Труку 8 січня.
20 лютого 1944-го Нагаура перебував у Рабаулі, звідки вирушив до Палау (важливий транспортний хаб на заході Каролінських островів) у складі конвою O-003. У середині дня 21 лютого біля північного узбережжя острова Новий Ганновер авіація потопила обидва транспорти конвою та один з ескортних кораблів. Врятувавши певну кількість людей з потоплених суден, Нагаура попрямував на північ. 22 лютого за двісті двадцять кілометрів на північний захід від Нового Ганноверу залишки конвою зустрілись із з'єднанням американських есмінців. Як наслідок, Нагаура був потоплений вогнем есмінців Converse та Spence (американці виявили у воді близько 150 осіб, лише половина з яких виявила бажання піднятися на борт та потрапити в полон). Таким чином, O-003 був практично повністю знищений і став останнім конвоєм, що вийшов із Рабаулу.